# Klement IX.
Klement IX., rodným jménem Giulio Rospigliosi (28. ledna 1600, Pistoia – 9. prosince 1669, Řím) byl papežem v letech 1667–1669. Byl velkým milovníkem umění a jako papež se zasloužil o zvelebení mnoha významných staveb Říma.

## Život
Během svého pontifikátu dále vedl jednání s francouzskými preláty, kteří se odmítli připojit k odsouzení jansenismu, zprostředkoval mírová jednání mezi velmocemi upadlými do následnických válek a snažil se posílit bezpečnost benátských pozic na Krétě před osmanským nebezpečím.
Onemocněl a krátce nato zemřel poté, co se dověděl o pádu krétské pevnosti Candia.